# Jasper Philipsen
Jasper Philipsen   (Mol, 2 de març de 1998) és un ciclista belga. És professional des del 2017 i actualment corre a l'equip Alpecin-Deceuninck.
Bon esprintador, en el seu palmarès destaquen algunes victòries d'etapa en curses d'una setmana com el Tour Down Under de 2019 o el BinckBank Tour de 2020. El 2020 guanyà la seva primera etapa en una gran volta, en guanyar la quinzena etapa de la Volta a Espanya. Posteriorment, s'ha destacat com un dels grans esprintadors del pilot internacional i, a banda de nombroses clàssiques —incloent la Milà-Sanremo de 2024, s'ha imposat en nou etapes del Tour de França i tres de la Volta a Espanya. A més, també va guanyar la classificació dels punts del Tour de França del 2023.

## Palmarès
- 2015
  -  Campió de Bèlgica júnior en contrarellotge
- 2016
  -  Campió de Bèlgica júnior en contrarellotge
  - 1r a la Ster van Zuid-Limburg i vencedor d'una etapa
- 2017
  - 1r al Triptyque des Monts et Châteaux i vencedor d'una etapa
  - 1r a la París-Tours sub-23
  - Vencedor d'una etapa al Giro Ciclistico d'Itàlia
  - Vencedor d'una etapa al Tour d'Alsàcia
  - Vencedor d'una etapa a l'Olympia's Tour
- 2018
  - 1r a la Triptyque des Monts et Châteaux i vencedor de 2 etapes
  - 1r a la Gylne Gutuer
  - Vencedor d'una etapa al Giro Ciclistico d'Itàlia
  - Vencedor d'una etapa al Tour de Utah
- 2019
  - Vencedor d'una etapa al Tour Down Under
- 2020
  - Vencedor d'una etapa al Tour del Llemosí
  - Vencedor d'una etapa al BinckBank Tour
  - Vencedor d'una etapa a la Volta a Espanya
- 2021
  - 1r al Scheldeprijs
  - 1r al Campionat de Flandes
  - 1r a l'Eschborn-Frankfurt
  - 1r al Gran Premi de Denain
  - 1r a la París-Chauny
  - Vencedor de 2 etapes a la Volta a Turquia
  - Vencedor de 2 etapes a la Volta a Espanya
- 2022
  - 1r al Circuit de Houtland Middelkerke-Lichtervelde
  - 1r a la París-Bourges
  - Vencedor de 2 etapes a l'UAE Tour
  - Vencedor d'una etapa a la Volta a Turquia
  - Vencedor d'una etapa a la Volta a Bèlgica
  - Vencedor de 2 etapes al Tour de França
  - Vencedor d'una etapa a la Volta a Dinamarca
- 2023
  - 1r a la Classic Bruges-De Panne
  - 1r al Scheldeprijs
  - 1r a l'Elfstedenronde
  - 1r al Campionat de Flandes
  - 1r a la Fletxa de Gooik
  - 1r a la París-Chauny
  - 1r a la Visit Friesland Elfstedenrace
  - Vencedor de 2 etapes a la Tirrena-Adriàtica
  - Vencedor d'una etapa a la Volta a Bèlgica
  - Vencedor de 4 etapes al Tour de França i 1r de la  Classificació per punts
  - Vencedor d'una etapa al Tour del Benelux
  - Vencedor de 4 etapes a la Volta a Turquia
- 2024
  - 1r a la Milà-Sanremo
  - 1r a la Classic Bruges-De Panne
  - 1r al Sparkassen Münsterland Giro
  - Vencedor d'una etapa a la Tirrena-Adriàtica
  - Vencedor d'una etapa a la Volta a Bèlgica
  - Vencedor de 3 etapes al Tour de França
  - Vencedor d'una etapa al Tour del Benelux
- 2025
  - 1r a la Kuurne-Brussel·les-Kuurne
  - Vencedor d'una etapa a la Volta a Bèlgica
  - Vencedor d'una etapa al Tour de França

### Resultats al Tour de França
- 2019. 12è de la classificació general
- 2021. 109è de la classificació general
- 2022. 92è de la classificació general. Vencedor de 2 etapes
- 2023. 97è de la classificació general. Vencedor de 4 etapes i de la  Classificació per punts
- 2024. 128è de la classificació general. Vencedor de 3 etapes
- 2025. Abandona a la 3a etapa. Vencedor d'una etapa

### Resultats a la Volta a Espanya
- 2020. 85è de la classificació general. Vencedor d'una etapa
- 2021. No surt (11a etapa). Vencedor de 2 etapes